# 亀井眞樹
亀井 眞樹（かめい まさき、1961年11月12日 - ）は、日本の医師・事業家・思想家[1]。
高エネルギー水素統御システム（HEHCS：Hyper－Energized Controlling System）発明者。

## 略歴
1974年、麻布中学校に入学。1年生の1学期だけ麻布中学校に通い、NHKに勤務していた父親の転勤に伴い2学期には灘中学校に転入。灘高等学校を卒業後、1981年に東京大学理科三類に入学。
1987年、東京大学医学部医学科を卒業。東京大学大学院医学系研究科単位取得。2017年に臨床からリタイアするまで日本内科学会認定内科医、日本神経学会認定神経内科専門医。
医師になる前に「がん患者の家族」「がん患者の遺族」に
1983年、東京大学医学部医学科の最初の学年に在籍中、母親が子宮頸がんに罹患していることが分かり、東京大学医学部附属病院で治療を行うが、翌1984年に手術後51日で死亡。
病理解剖の結果、異常に幼若な子宮頸がん細胞が血管の中に白血病細胞のようにあふれかえり、ついには肺動脈に塞栓を起こしたために急性肺梗塞を発症し急性心不全を続発して死亡した、世界で7例目という極めて稀な死因であることが判明。
このため医学部で最初に受けた臨床講義は実母の臨床病理カンファレンス（CPC：Clinical-Pathological Conference）であり、医師になる前に「がん患者の家族」となり「がん患者の遺族」となったことはよく知られている[2]。
彼にとっての現代医学は、母親を救えなかった医学であったために、古代中国医学・漢方医学・統合医療へと関心領域が広がることにつながった。
臨床家として
東京大学医学部医学科を卒業後の研修期間中の東京都立墨東病院救命救急センターでの研修をきっかけに、東京大学医学部神経内科に入局して国立療養所下志津病院神経内科に常勤医として勤務中も、東京都立墨東病院救命救急センターの非常勤医として修練を積む。厚生省（当時。現・厚生労働省）の職員でありながら東京都の非常勤職員であることが問題となったが、東京都立墨東病院救命救急センター初代医長の堤晴彦医師（現・埼玉医科大学総合医療センター高度救命救急センター特任教授）の「臨床医学の研鑽に並外れて熱意のある若い医師の志を尊重すべき」だとする働きかけで、特例として認められることとなった。
1994年から1998年までの5年間、医療用漢方製剤の日本のトップブランドメーカーである株式会社ツムラの、全国各地での医師向け漢方医学セミナーを担当。1日がかりのセミナーで、全国の数多くの医師が短時間で漢方医学の臨床のコアを習得し、次々に漢方による診療を開始するに至った実績を持つ。
なお、白川静の「字源」「字統」などを参考に、「黄帝内経」「傷寒論」などの中国医学の原典に直接あたって当時の時代特性のなかで漢方医学を理解することに努めるとともに、日本漢方医学中興の祖である吉益東洞・南涯父子の親子二代にわたって構築された日本漢方医学の理論の変遷を研究。また長く「翻訳することは出来ても、意味が理解できない」とされていた「黄帝内経」の「三陰三陽離合論」を「周易」を援用して解明し、株式会社ツムラの医師向けの講演会で発表したことが知られている。
これらの過程で、当時の株式会社ツムラの芳井順一社長（当時）の信頼を得て私的顧問を務め、芳井社長の依頼で、参議院議員であった鈴木寛（現・東京大学公共政策大学院教授、慶應義塾大学大学院政策・メディア研究科教授）と計らい、約2週間後の参議院文教科学委員会をきっかけに、結果として医師国家試験への漢方医学の出題を実現した。
また、知人であった株式会社木下グループ代表取締役社長兼グループCEOの木下直哉氏より、化粧品の研究施設を作るにはどうしたらよいかという相談があった際に、当時の木下グループが抱えていた「医療機関を買収したいが思うように進まない」という課題を引き出し、これを実現するために東京大学大学院医学系研究科に寄附講座を開設するというポジショニング戦略を提案。医学部医学科の同級生であるリハビリテーション科の芳賀信彦教授（現・名誉教授）の協力を得て、同じく同級生である亀山仁彦（国立研究開発法人産業技術総合研究所生命工学領域研究部門長・国立障害者リハビリテーションセンター研究所研究所長）を特任准教授として、2012年10月1日に東京大学大学院医学系研究科に寄付講座「超高齢社会 感覚認知運動機能医学講座」の開設を実現した[3]。木下グループ・株式会社 木下の介護のウェブサイトにある広報資料の原文は、亀井眞樹が執筆した[3]。
現在、木下グループ傘下には、「医療法人社団 和光会　総合川崎臨港病院（199床）」「医療法人 興生会」などがある[4]。

## 文化活動
- 「いのち輝かそう大賞 － いのちの万葉集」

```
医師になる前に「がん患者の家族」となり「がん患者の遺族」になった経験から、臨床の現場において「がんの告知」を行った直後からの患者本人と家族の悲嘆・とまどいに深い関心があったところに、日本においてがんの闘病記が平均2年で絶版になっていることを知る。 インターネット上でのがんに関する情報が今日ほど充実していなかった2006年、深い親交のあったコピーライターの故・眞木準氏に贈られた「言の葉は、がんの薬草。」というコピーを掲げ、全国のがん・難病の方とその家族の体験手記を広く集め、広く共有する「いのち輝かそう大賞－いのちの万葉集」事業を創始。その直後に東日本大震災が起こる第4回まで実施された。この朗読授賞式に際して、その象徴として高野山奥の院の灯籠堂にある最も古い「祈親上人の灯（貧女の一灯）」を、高野山無量光院の土生川正道宗務総長・総本山金剛峯寺執行長（当時。高野山第508世寺務検校執行法印）のお導きのもと、飛鷹全隆法会部長（当時。第257世東寺長者）が司する法会において譲り受け、以来密教について土生川正道前官御房の指導で理解を深めるとともに、その聖灯を受け継いでいる
[5]
。
```

- 東日本大震災の鎮魂と祈りのイベント「HUMANBAND」

```
2011年3月11日の東日本大震災の直後からの日本社会を見つめながら、6月に「毎年3月11日の夜明けに、人々が海岸に立って互いに手をつなぎ、海に向かって目を閉じて黙祷を捧げる」という東日本大震災の鎮魂と祈りのイベント「HUMANBAND」の着想を得た
[6]
。ウェブ上での展開とともに、2012年3月11日の被災地での実施を目指して準備が進められ、当日は青森県から千葉県の銚子市までの海岸に3000名を超す人々が集まり「HUMANBAND」を実施した。この様子は、NHKの「おはよう日本」はじめ、全民放のニュースのアバンタイトルの映像として終日、全国で放送された
[7]
。またこのときの映像は、「グラディエーター」でアカデミー賞を受賞したリドリー・スコット監督製作総指揮の映画「JAPAN IN A DAY」において、その全ての予告編・リーフレット・ポスター・本編で使用された。映画「JAPAN IN A DAY」は第25回東京国際映画祭の特別オープニング作品として上映され、また全国で上映された
[8]
。「HUMANBAND」は、2019年3月11日まで8年にわたって実施された。
```

## 発明
- 高エネルギー水素統御システム（HEHCS：Hyper－Energized Controlling System）の発明

```
2021年11月12日午後4時、知人たちからの相談に応えている最中に、高エネルギー水素統御システム（HEHCS：Hyper－Energized Controlling System）の着想を得る。これは、世界の食糧問題、日本の食糧安全保障問題の解決に資する唯一のイノベーションであるとして、着想から約2年8ヶ月の歳月をかけて、激変する日本の安全保障環境・食糧安全保障環境に適応できるシステムへと基本設計を磨き上げ、現在、高い機密性を要する生産型実機の開発及び製造のプロセスにあり
[6]
、2025年5月に公開の予定である。
```

## 人物
- 混元太極拳・陳氏太極拳

```
1983年、高い武術性が特徴であり、太極拳の源流とされる「陳氏太極拳」の名人「馮志強」を、公益財団法人日中友好会館と朝日新聞が「最後の中国実戦武術家」として招聘し、馮志強氏が朝日新聞の「ひと」欄で紹介された。この人物が来日中であることを、存命中だった母親が知らせたことで興味を持ち、築地の朝日ホールで開催された講習会に出かける。そこで、前年度の日本における武術大会で準優勝していた出口衆太郎との縁を得て教室に入門し、以後修練を積む
[9]
。出口とともに北京に馮志強を訪ね、北京の天壇公園で修行したときの写真が「陳式心意混元太極拳: 馮志強真伝」（ベースボールマガジン社 1997年）の口絵に収載されている
[10]
。後年、北京において正式な儀式を経て、入室弟子となり、混元太極拳 第二代伝人・陳氏太極拳 第十一代伝人となる。
```

- 日本歯科大学新潟校（現・日本歯科大学 新潟生命歯学部）で歯科医を志していた弟が、新潟県の角田山の麓で交通事故死している。同大学のヨット部のキャプテンであった。
- 灘高等学校在学中、黒岩祐治が創設した演劇部が廃部になるところを再興した。
- 母方は、仙台伊達藩の着座という地位から御料理番家老となった氏家雲蔵の直系。

## 著書
- 「いのち輝かそう - いのちの万葉集①~③」（ロハスメディア社刊）
- 「代替医療としての住環境  建築医学入門」（共著・一光社刊）
- 「統合医学としての建築医学 環境が心をつくり 心が健康をつくる」（共著・一光社刊）
- 「生活習慣病と建築医学 環境が脳をつくり 脳が免疫をかえる」（共著・一光社刊）